# Hydrangea chinensis
Hydrangea chinensis es una especie perteneciente a la familia Hydrangeaceae originaria de China.

## Descripción
Arbustos cuya altura varía entre los 50 cm a 4 m. Durante los primeros dos años emite ramas de color marrón rojizo a marrón, pubescentes de jóvenes o glabrescentes. Las hojas son lanceoladas, angostamente elípticas, u obovadas, de 5-12 × 1.5-4 cm, con pecíolo de 0,5-2 cm de largo. Ambas caras foliares pueden ser glabras o pubescentes, excepto a lo largo de las venas, barbadas en el envés. Las inflorescencias se producen en umbelas o sub-corimbos de 3-7 cm x 10-14 de ancho. Las flores estériles tienen 3 o 4 sépalos elípticos, obovados, orbato-orbiculares o ampliamente orbiculares. Las flores fértiles, de cáliz tubular o campanulado, tienen pétalos amarillos. Semillas de color marrón, elipsoides, ovoides o subglobosas, ligeramente comprimidas.

Florece de marzo a agosto en el hemisferio norte.

## Distribución y hábitat
Habita bosques dispersos o densos en las laderas de montañas, cimas, o en valles; a una altitud de 300-2000 metros sobre el nivel del mar. Se distribuye por la provincias chinas de Anhui, Fujian, Guangxi, Hunan, Jiangxi, Zhejiang; en Taiwán y Japón.

## Taxonomía
Hydrangea chinensis fue descrita por Carl Johann Maximowicz y publicada en Mémoires de l'Académie Impériale des Sciences de Saint Pétersbourg, Septième Série (Sér. 7) 10(16): 7. 1867.
Etimología
Hydrangea: nombre genérico que deriva de las palabras griegas:  (ὕδωρ hydra) que significa "agua" y  ἄγγος (gea) que significa "florero"  o "vasos de agua" en referencia a la característica forma de sus cápsulas en forma de copa.
chinensis: epíteto geográfico que alude a su localización en China.
Sinonimia
- Hydrangea angustifolia Hayata
- Hydrangea angustipetala Hayata
- Hydrangea angustipetala var. major W.T.Wang & M.X.Nie
- Hydrangea angustisepala Hayata
- Hydrangea chloroleuca Diels
- Hydrangea jiangxiensis W.T. Wang & M.X. Nie
- Hydrangea macrosepala Hayata
- Hydrangea obovatifolia Hayata
- Hydrangea scandens subsp. chinensis (Maxim.) E.M.McClint.
- Hydrangea umbellata Rehder[2]
- Hydrangea formosana Koidz.
- Hydrangea glabrifolia Hayata
- Hydrangea grossiserrata Engl.
- Hydrangea kawagoeana Koidz.
- Hydrangea lobbii Maxim.
- Hydrangea pottingeri Prain
- Hydrangea pubiramea Merr.
- Hydrangea pubiramea var. parvifolia Merr.
- Hydrangea subferruginea W.W. Sm.
- Hydrangea subintegra Merr.
- Hydrangea yayeyamensis Koidz.[4]